# Route nationale 93 (Algérie)
Pour les articles homonymes, voir N93 et Route nationale 93.
La route nationale 93 (RN 93) en Algérie est une route qui traverse les wilayas de Mascara et Saida parallèle à la RN6 qui passe à travers les monts de Saïda.

## Historique
Le CW23 qui traverse les wilayas de Mascara et Saïda est promu au rang de route nationale en 1980 sur une distance de 75 km pour devenir la RN93.
La route a été corrigée en 2010 dans sa partie dans la wilaya de Mascara.

## Paysages
La route débute au croisement de la RN6 et traverse la plaine de Ghriss avant de traverser les monts de Saïda avant de redescendre en direction de la daïra d'El Hassasna.

## Parcours
- Croisement RN6 (km 0)
- Rond-point entrée nord de Ghriss, croisement CW31 (km 3)
- Rond-point entrée sud de Ghriss, croisement CW12 (km 4,5)
- Croisement chemin communal direction Ouled Benatia (km 6,5)
- Croisement chemin communal direction aérodrome de Ghriss (km 8,6)
- Croisement chemin communal direction Sidi Ali Ben Oumer (km 13)
- Croisement chemin communal direction ? (km 14,2)
- Croisement CW97 direction Makdha (km 17,7)
- Croisement chemin communal, raccourcis (km 19,9)
- Croisement CW58 direction Oued Taria (km 23,3)
- Beniane, croisement CW77A (km 25,2)
- Croisement chemin communal, raccourcis (km 27,6)
- Croisement chemin communal direction Sidi Ziane (km 31,3)
- Rond-point, CW58 direction Gharrous (km 32,9)
- Croisement CW77 direction Sidi Mimoun, Douar Bouchikhi (km 42,3)
- Aïn Soltane (km 51)
- Croisement CW8 direction Gueroudj Zahzah (km 54,5)
- Rond-point, CW7 direction Saïda (km 56,4)
- Croisement RN94 (km 60,2)